# Kreis Belgard (Persante)
Der Kreis Belgard, zuletzt auch Kreis Belgard (Persante), war bis 1945 ein preußischer Landkreis in Hinterpommern. Seine Kreisstadt war die an der Persante gelegene Stadt Belgard. Das ehemalige Kreisgebiet liegt heute in den Powiaten Białogardzki und Świdwiński in der polnischen Woiwodschaft Westpommern.

## Geschichte

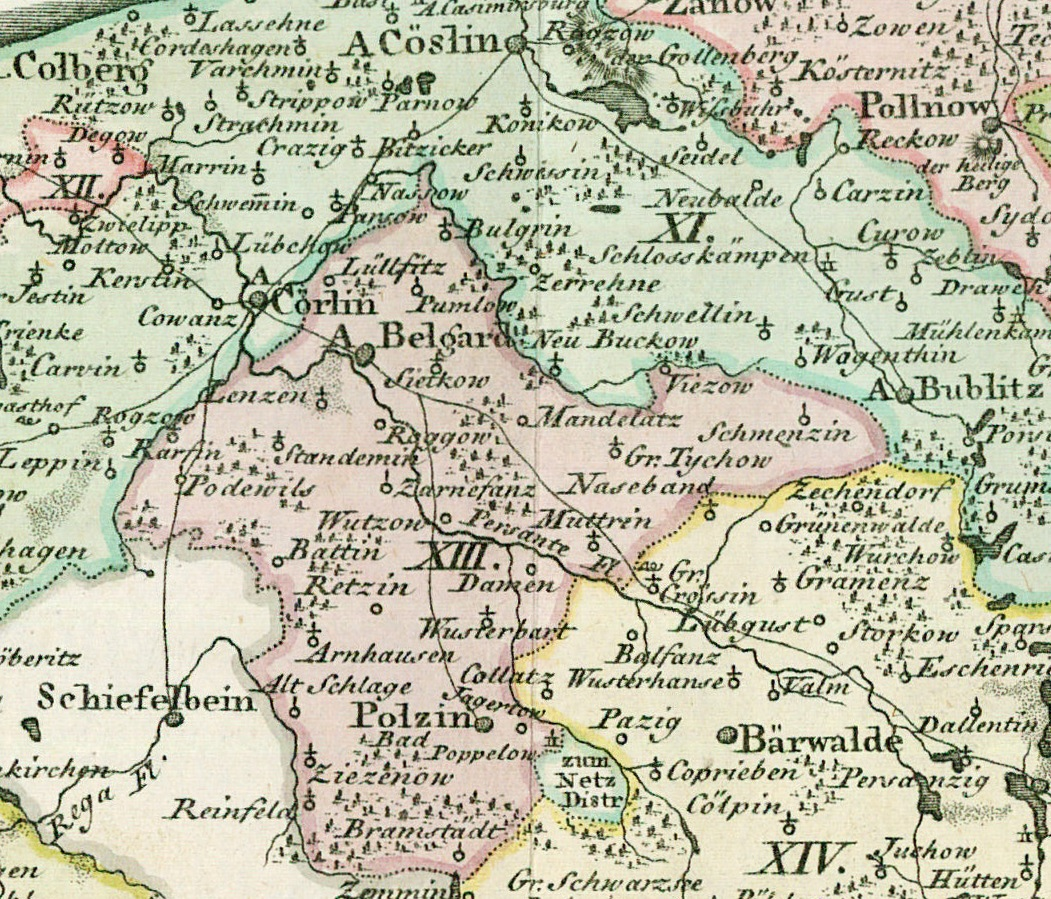
Der Kreis Belgard-Polzin im 18. Jahrhundert

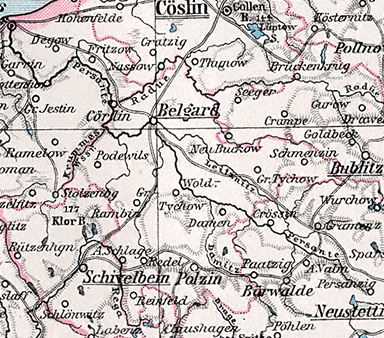
Das Kreisgebiet 1905

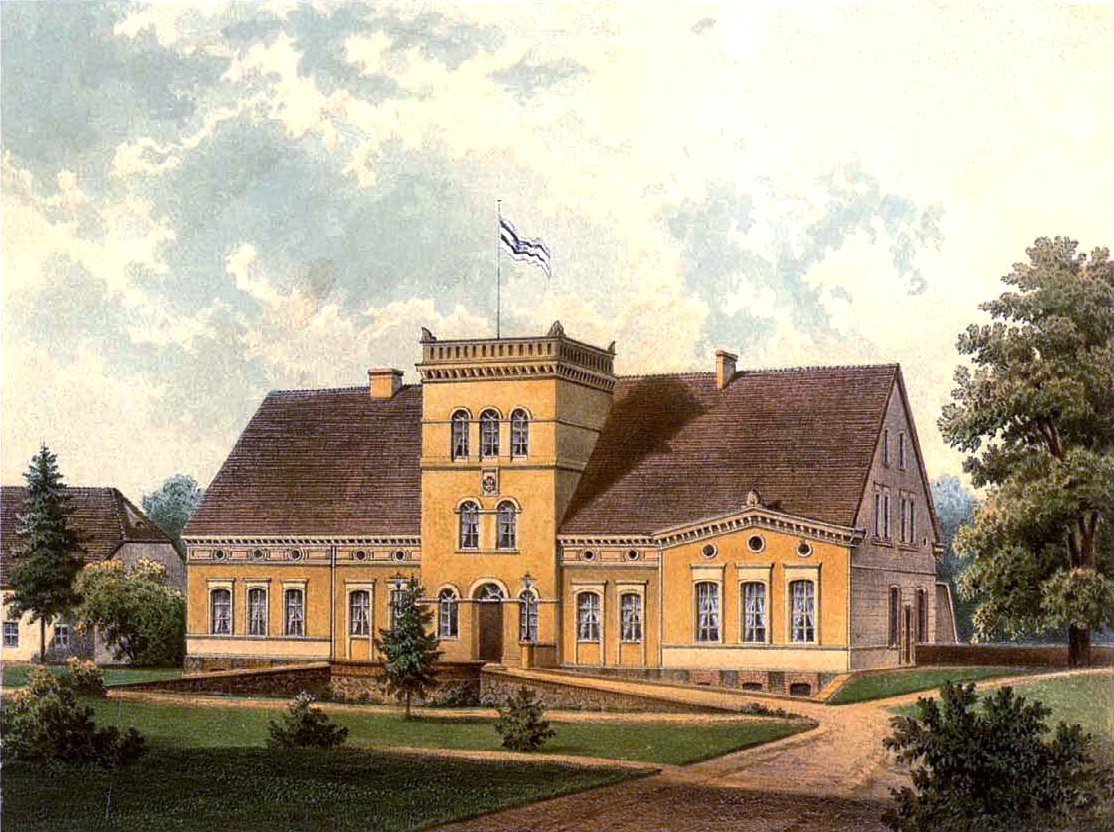
Rittergut Schmenzin um 1860, Sammlung Alexander Duncker

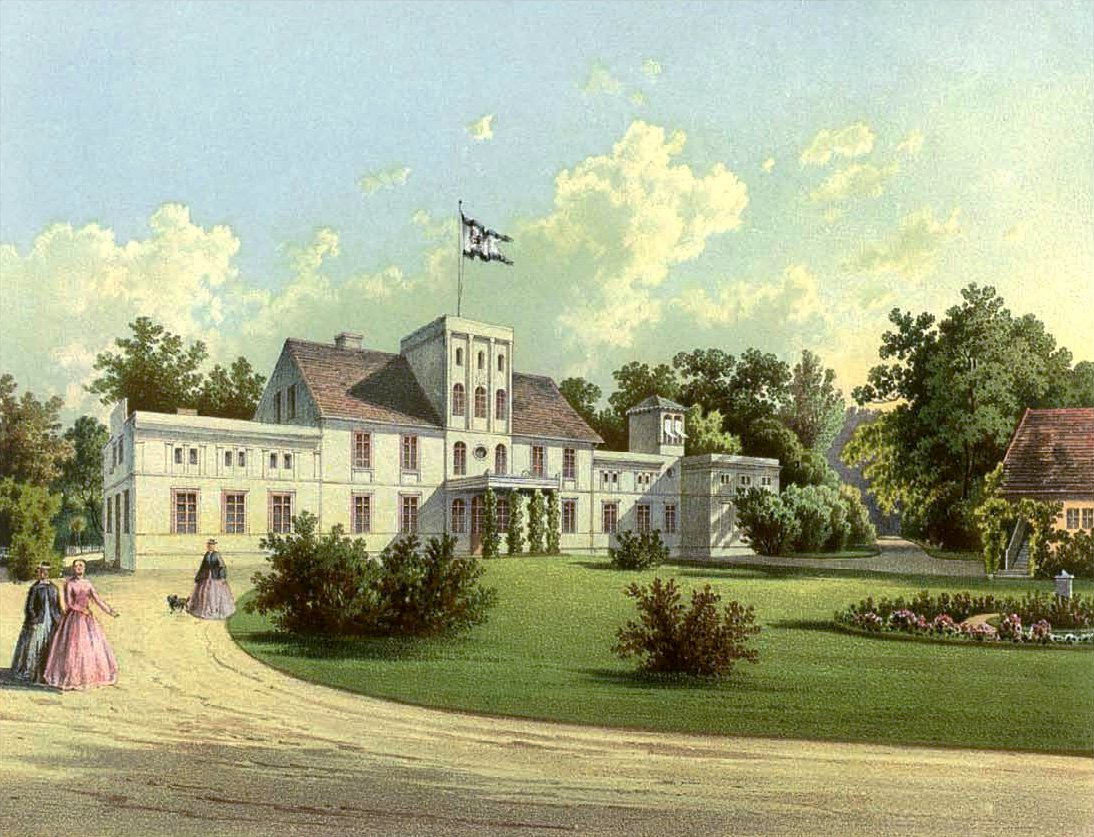
Rittergut Redel um 1860, Sammlung Alexander Duncker

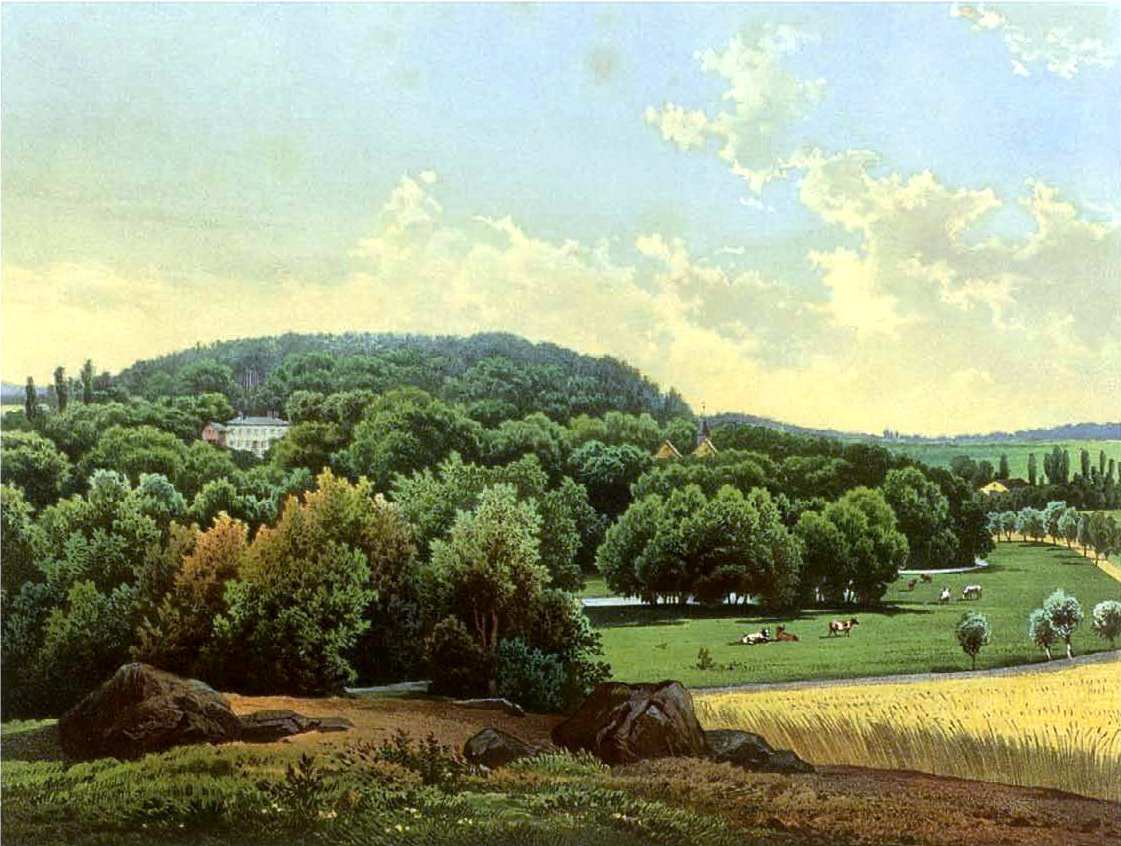
Rittergut Siedkow um 1860, Sammlung Alexander Duncker

In Hinterpommern, das seit 1648 zu Brandenburg-Preußen gehörte, wurde 1724 eine Kreisreform durchgeführt. Die Zahl der Kreise und zugehörigen Landräte wurde fühlbar reduziert, um die starke territoriale Zersplitterung zu verringern, die durch die komplizierten adligen Besitzstände in Hinterpommern entstanden war. Die damals bereits bestehenden Kreise Belgard und Polzin wurden mit Wirkung zum 1. Januar 1725 zu einem Kreis zusammengeschlossen, der im damaligen Sprachgebrauch als Belgard-Polzinscher Kreis bezeichnet wurde. Der Kreis umfasste die Städte Belgard und Polzin, das königliche Amt Belgard sowie eine größere Anzahl von adligen Dörfern und Gütern.
In Folge der preußischen Provinzialbehörden-Verordnung vom 30. April 1815 wurde der Kreis Teil des Regierungsbezirks Köslin in der Provinz Pommern. Bei der pommerschen Kreisreform von 1818 kamen die beiden bis dahin zum westpreußischen Netzedistrikt gehörenden Dörfer Brutzen und Groß Poplow zum Kreis hinzu, der nunmehr nur noch nach seiner Kreisstadt als Kreis Belgard bezeichnet wurde. Im Jahr 1828 wurden die Dörfer Jagertow und Kollatz (bis dahin in Kommunion der Kreise Belgard und Neustettin) vollständig in den Kreis integriert.
Zum Kreis Belgard gehörten 1871 die Städte Belgard und Polzin, 73 Landgemeinden und 95 Gutsbezirke. Zum 30. September 1928 fand im Kreis Belgard wie im übrigen Freistaat Preußen eine Gebietsreform statt, bei der alle Gutsbezirke aufgelöst und benachbarten Landgemeinden zugeteilt wurden.
Der Kreis Belgard umfasste 1910 eine Fläche von 1132 km². Bei der preußischen Kreisreform vom 1. Oktober 1932 wurde der Kreis deutlich vergrößert:
- Bis auf die drei Gemeinden Labenz, Nuthagen und Rützow wurde der aufgelöste Kreis Schivelbein in den Kreis Belgard eingegliedert.
- Aus dem aufgelösten Kreis Bublitz kam der Amtsbezirk Neu Buckow, bestehend aus den drei Gemeinden Groß Satspe, Klein Satspe und Neu Buckow, zum Kreis Belgard.

Im weiteren Verlauf der 1930er Jahre wurde die Kreisbezeichnung Belgard (Persante) eingeführt. Im Kreis lebten im Jahre 1939 insgesamt 79.183 Einwohner auf einer Fläche von 1649,49 km² bei einer Bevölkerungsdichte von 48 Einwohnern/km². 48 Prozent der Bevölkerung lebten in den drei Städten Belgard (16.456), Bad Polzin (6920) und Schivelbein (9714). Flächenmäßig war der Kreis der viertgrößte in der Provinz Pommern, bevölkerungsmäßig stand er an fünfter Stelle.
Im Frühjahr 1945 wurde der Kreis von der Roten Armee besetzt. Nach Kriegsende wurde das Kreisgebiet zusammen mit ganz Hinterpommern von der Sowjetunion der Volksrepublik Polen zur Verwaltung überlassen.
In der Folgezeit wurde die einheimische Bevölkerung von der polnischen Administration aus dem Kreisgebiet vertrieben.

## Einwohnerentwicklung
| Jahr | Einwohner | Quelle |
| ---- | --------- | ------ |
| 1797 | 16.682    | [ 9 ]  |
| 1816 | 18.808    | [ 10 ] |
| 1846 | 33.528    | [ 11 ] |
| 1871 | 44.102    | [ 5 ]  |
| 1890 | 44.547    | [ 12 ] |
| 1900 | 47.097    | [ 12 ] |
| 1910 | 48.504    | [ 12 ] |
| 1925 | 53.918    | [ 12 ] |
|      |           |        |
| 1933 | 76.894    | [ 12 ] |
| 1939 | 77.062    | [ 12 ] |

Bei der Gebietsreform von 1932 wurde der Kreis deutlich vergrößert.

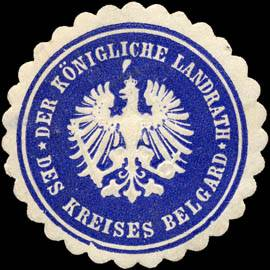
Kreis Belgard: Siegelmarke des Landrates

## Politik

### Landräte
- 1723–000000Caspar von Wolden
- 1747–175300Hans Joachim von Kleist
- 1753–176200Ernst Friedrich von Podewils
- 1763–177000Caspar Friedrich von Ramel
- 1772–178700Friedrich Wilhelm von Winterfeld
- 1787–180800Otto Bogislaw von Kleist
- 1808–184400Hans Jürgen von Kleist-Retzow (* 26. Januar 1771 in Groß Tychow/Belgard; † 13. März 1844 in Kieckow/Belgard)
- 1844–185100Hans Hugo von Kleist-Retzow (* 25. November 1814 in Kieckow/Belgard; † 20. Mai 1892 in Kieckow)
- 1851–186500Wilhelm von der Reck (* 23. Dezember 1819 in Osnabrück/Hannover; † 13. Januar 1910 in Lübbecke/Westfalen)
- 1868–188400Hans Wilhelm von Hagen (* 27. Dezember 1830 in Langen/Belgard; † 20. November 1892 in Bozen-Gries/Südtirol)
- 1886–189700Jürgen von Kleist-Retzow (* 21. August 1854 in Koblenz/Rheinprovinz; † 14. Dezember 1897 in Dresden)
- 1899–191100Wolf Friedrich von Kleist-Retzow
- 1911–191900Gustav von Hagen (* 15. September 1877 in Brotzen/Rummelsburg; † 20. September 1954 in Wasbüttel/Niedersachsen), Gutsbesitzer in Premslaff[13][14]
- 1919–192100Carl Ahrendts (* 24. Juni 1881 in Saargemünd/Lothringen; † 20. Dezember 1949 in Berlin)
- 1921–192200Walter Fehrmann (* 28. August 1886 in Hamburg; † 21. Januar 1963 in Mainz)
- 1923–193200Hans Janzen (* 22. Juli 1885 in Elbing/Ostpreußen; † 6. April 1973 in Kiel/Schleswig-Holstein)
- 1932–193300 Walter Braun (* 2. Juni 1884 in Ratibor/Schlesien; † 14. Juni 1933 in Belgard (Selbstmord))
- 1934–999900 Otto Busse (* 20. Oktober 1896 in Sundwig/Westfalen; † 18. November 1967 in Iserlohn)
- 1935–194500 Erich Mehliß (* 16. November 1899 in Linz am Rhein; † 26. Oktober 1972 in Linz)

### Kommunalverfassung
Der Kreis Belgard gliederte sich in Städte, in Landgemeinden und – bis zu deren vollständiger Auflösung im Jahre 1928 – in selbstständige Gutsbezirke. Mit der Einführung des preußischen Gemeindeverfassungsgesetzes vom 15. Dezember 1933 gab es ab dem 1. Januar 1934 eine einheitliche Kommunalverfassung für alle preußischen Gemeinden. Zum 1. April 1935 trat mit der Einführung der Deutschen Gemeindeordnung vom 30. Januar 1935 im Deutschen Reich eine einheitliche Kommunalverfassung in Kraft, wonach die bisherigen Landgemeinden nun als Gemeinden bezeichnet wurden. Diese waren in Amtsbezirken zusammengefasst. Eine neue Kreisverfassung wurde nicht mehr geschaffen; es galt weiterhin die Kreisordnung für die Provinzen Ost- und Westpreußen, Brandenburg, Pommern, Schlesien und Sachsen vom 19. März 1881.

## Amtsbezirke, Städte und Gemeinden

### Amtsbezirke
Die Landgemeinden des Kreises waren seit 1932 in 40 Amtsbezirke gegliedert. Die Städte des Kreises waren amtsfrei.
| - Amtsbezirk Alt Schlage - Amtsbezirk Arnhausen - Amtsbezirk Ballenberg - Amtsbezirk Bramstädt - Amtsbezirk Briesen - Amtsbezirk Brunow - Amtsbezirk Bulgrin - Amtsbezirk Burzlaff - Amtsbezirk Buslar - Amtsbezirk Dubberow | - Amtsbezirk Groß Poplow - Amtsbezirk Groß Rambin - Amtsbezirk Groß Tychow - Amtsbezirk Grüssow - Amtsbezirk Kamissow - Amtsbezirk Klanzig - Amtsbezirk Kösternitz - Amtsbezirk Kollatz - Amtsbezirk Kreitzig - Amtsbezirk Langenhaken | - Amtsbezirk Lankow - Amtsbezirk Lülfitz - Amtsbezirk Nelep - Amtsbezirk Neu Buckow - Amtsbezirk Pumlow - Amtsbezirk Rarfin - Amtsbezirk Redel - Amtsbezirk Reinfeld - Amtsbezirk Roggow - Amtsbezirk Schlenzig | - Amtsbezirk Schlönwitz - Amtsbezirk Schmenzin - Amtsbezirk Simmatzig - Amtsbezirk Standemin - Amtsbezirk Vietzow - Amtsbezirk Warnin - Amtsbezirk Wopersnow - Amtsbezirk Wusterbarth - Amtsbezirk Zadtkow - Amtsbezirk Zarnefanz |

### Städte und Gemeinden
Zum Ende seines Bestehens im Jahr 1945 umfasste der Kreis Belgard drei Städte und 126 weitere Gemeinden:
| - Alt Lülfitz - Alt Sanskow - Alt Schlage - Arnhausen - Bad Polzin, Stadt - Ballenberg - Balsdrey - Battin - Belgard, Stadt - Berkenow - Boissin - Bolkow - Boltenhagen - Bramstädt - Briesen - Brunow - Brutzen - Buchhorst - Bulgrin - Burzlaff - Buslar - Butzke - Damen - Damerow - Darkow - Denzin | - Döbel - Dohnafelde - Drenow - Dubberow - Eichenfelde - Gauerkow - Glötzin - Grössin - Groß Panknin - Groß Rambin - Groß Satspe - Groß Tychow - Grüssow - Gumtow - Hohenwardin - Jagertow - Kamissow - Karsbaum - Kartlow - Kavelsberg - Kieckow - Klein Panknin - Klein Rambin - Klein Satspe - Klempin - Klemzow | - Klötzin - Klützkow - Kollatz - Kösternitz - Kowalk - Kreitzig - Kussenow - Langen - Lankow - Lasbeck - Latzig - Leckow - Lenzen - Liepz - Lutzig - Mandelatz - Meseritz - Muttrin - Naffin - Natztow - Nelep - Nemmin - Neu Buckow - Neu Lülfitz - Neu Sanskow - Panzerin | - Podewils - Polchlep - Poplow - Pribslaff - Pumlow - Pustchow - Quisbernow - Rarfin - Redel - Redlin - Reinfeld - Repzin - Retzin - Ristow - Ritzig - Roggow - Röhlshof - Rostin - Rützenhagen - Sager - Schivelbein, Stadt - Schinz - Schlennin - Schlenzig - Schlönwitz - Schmenzin | - Semerow - Siedkow - Silesen - Simmatzig - Standemin - Technow - Teschenbusch - Tietzow - Venzlaffshagen - Vietzow - Völzkow - Vorbruch - Vorwerk - Warnin - Wartenstein - Wopersnow - Wussow - Wusterbarth - Wutzow - Zadtkow - Zarnefanz - Zietlow - Ziezeneff - Zuchen - Zwirnitz |

### Aufgelöste Gemeinden
- Groß Dubberow, in den 1920er Jahren zu Dubberow
- Klein Krössin, ca. 1908 in einen Gutsbezirk umgewandelt[7]
- Rottow, ca. 1908 zu Mandelatz[7]
- Groß Poplow, 1928 zu Poplow

### Namensänderungen
Seeligsfelde (heute polnisch: Szeligowo) wurde am 29. Dezember 1937 in Eichenfelde (Pom.) umbenannt.

## Religion
Die Bevölkerung im Kreis Belgard (Persante) gehörte seit der Reformation fast vollständig zum evangelischen Glauben. Zu ihm bekannten sich bei der Volkszählung am 17. Mai 1939 96,6 Prozent der Einwohner. Der Anteil der römisch-katholischen Christen betrug 1,4 Prozent und die „Gottgläubigen“ machten 0,9 Prozent aus.

### Evangelische Kirche
Die Kirchengemeinden im Landkreis gehörten zur Kirchenprovinz Pommern der evangelischen Kirche der Altpreußischen Union. Im Gebiet des Kreises gab es zwei Kirchenkreise, nämlich Belgard und Schivelbein, deren Grenzen weithin mit denen der ehemaligen beiden Kreise (vor 1932) übereinstimmten. 
Mit den Kirchspielen Karvin, Kerstin und Körlin allerdings reichte er seit 1931 in den Kreis Kolberg-Körlin hinein, nachdem der Kirchenkreis Körlin aufgehoben und die drei Gemeinden zum Kirchenkreis Belgard kamen. Andrerseits gehörten Groß- und Klein Satspe zum Kirchspiel Seeger im Kirchenkreis Köslin; Tietzow und Warnin wurden vom Pfarramt Schwellin im Kirchenkreis Bublitz betreut. Als im Zuge der Auflösung des Kreises Schivelbein Labenz, Nuthagen und Rützow zum Kreis Dramburg kamen, verblieben die Kirchspiele Labenz und Rützow allerdings beim Kirchenkreis Schivelbein, wohingegen Schlenzig zu Petershagen im Kirchenkreis Kolberg und Ritzig zu Wusterwitz im Kirchenkreis Dramburg kamen.
Mit 58 750 Gemeindegliedern war der Kirchenkreis Belgard einer der größten der Provinz. Er umfasste 18 Kirchengemeinden (Kirchspiele) mit 19 Filialgemeinden bei 22 Pfarrern, 39 Kirchen und vier Kapellen.
Der Kirchenkreis Schivelbein hatte bei 26 689 Gemeindegliedern 13 Kirchengemeinden (Kirchspiele) mit 21 Filialgemeinden, 14 Pfarrern und 34 Kirchen.
Mit dem Ende des Zweiten Weltkrieges schwand die Zahl der Deutschen und damit auch der evangelischen Christen auf ein Minimum. Sie werden vom Pfarramt in Köslin betreut und gehören zur Diözese Pommern-Großpolen der Evangelisch-Augsburgischen Kirche in Polen. In der nun der polnischen katholischen Kirche gehörenden Belgarder Georgenkirche finden regelmäßig evangelische Gottesdienste in polnischer und auch in deutscher Sprache statt.

### Katholische Kirche
In den ersten Jahrhunderten nach der Reformation gab es im Belgarder Raum praktisch keine Katholiken. In der Mitte des 19. Jahrhunderts noch wird berichtet, dass die wenigen katholischen Christen im Belgardschen Kreis von Zeit zu Zeit durch Geistliche der katholischen Gemeinde in Köslin oder Kolberg betreut wurden.
Von 1887 an wurden in Belgard Heilige Messen in einem Gasthaussaal gelesen. Kirchbaupläne zerschlugen sich. Im Jahr 1915 trat in Belgard der erste katholische Geistliche nach der Reformation sein Amt an. In einem Wagenschuppen eines Schmiedemeisters bot sich ein Raum an, der als Notkirche ausreichte.
Am 12. November 1920 fand dann endlich die Grundsteinlegung einer neuen Kirche statt, und schon am 16. Dezember 1920 wurde Richtfest gefeiert. Nachdem die Pfarrwohnung am 25. Juli 1921 bezogen werden konnte, fand die feierliche Weihe der neuen Kirche an der Pankniner Straße am 24. August 1921 statt. 1925 zählte die Gemeinde 300 Gemeindeglieder.
Im Sommer 1945 wurden die Marienkirche und die Georgenkirche in Belgard der polnischen katholischen Kirche zugeeignet. Die kleine Kirche an der Pankniner Straße wurde nur noch als Gemeinde- und Pfarrhaus genutzt.
In Schivelbein mit einem Einzugsbereich bis Dramburg und Rummelsburg wurde 1863 ein eigener Seelsorger eingestellt. Als Kapellenraum diente eine im Jahr 1858 angemietete Privatwohnung. 1868 trat an die Stelle der Mietkapelle ein eigenes Missionshaus mit Kapelle, Schule und Wohnung unter einem Dach. 1883 blieb die Gemeinde wegen Priestermangels wieder sich selbst überlassen, von Kolberg und Köslin aus wurden sporadisch Messen gehalten. 
Erst im Jahr 1900 erhielt die Gemeinde wieder einen eigenen Seelsorger. Schivelbein selbst zählte unter 7 700 Einwohnern damals 29 Katholiken. Im Jahr 1925 waren es 50 Schivelbeiner bei 400 Gemeindegliedern der gesamten Pfarrei.

### Jüdische Kultusgemeinde
Im Jahr 1826 wurde in der Belgarder Jägerstraße eine Synagoge gebaut. Bis zum Ersten Weltkrieg gab es weder offenen noch versteckten Antisemitismus. Das änderte sich in den 1920er Jahren. Als während des Kapp-Putsches in der Heerstraße der Sohn des Bäckermeisters Klotz erschossen wurde, behauptete man, der Todesschuss sei aus einem jüdischen Haus, dem des Herrn Moses, gekommen. Erst allmählich trat nach diesem Ereignis wieder Ruhe ein.
Die Gemeinde hatte im Jahr 1933 etwa 130 Mitglieder. Am 1. April 1933 wurde ein Boykott-Tag proklamiert, vor sämtlichen jüdischen Geschäften zogen SA-Leute auf. Doch gab es damals auch immer wieder Sympathiekundgebungen für die Juden. Diese konnten den Gang der Geschichte allerdings nicht aufhalten.

## Verkehr
Belgard und die ehemalige Kreisstadt Schivelbein waren bereits im Jahr 1859 durch die Strecke Stargard–Köslin der Berlin-Stettiner Eisenbahn-Gesellschaft miteinander verbunden worden (111), außerdem ging gleichzeitig in Belgard mit der 111n eine Zweigstrecke nach Kolberg.
Ebenfalls vom Knotenpunkt Belgard ging 1878 eine Strecke der Preußischen Ostbahn nach Gramenz–Neustettin ab (111n). Die Preußischen Staatseisenbahnen führten 1896/97 von Schivelbein eine Nebenbahn nach Bad Polzin (111m); von dort wurde diese 1903 einerseits nach Gramenz und andererseits nach Falkenburg weitergebaut (111k+m).
Die Kreisstadt Belgard wurde schließlich noch Ausgangspunkt zweier Schmalspurbahnen, die von den „Vereinigten Kleinbahnen der Kreise Köslin, Bublitz, Belgard“ im Jahr 1905 nach Schwellin im Kreis Köslin und 1909 nach Rarfin in Betrieb genommen wurden (113v+w).

## Persönlichkeiten
Der Arzt und Politiker Rudolf Virchow wurde am 13. Oktober 1821 in Schivelbein geboren, seine Mutter stammte aus Belgard.